# Skibby Sogn
Skibby Sogn er et sogn i Frederikssund Provsti (Helsingør Stift).
I 1800-tallet var Skibby Sogn et selvstændigt pastorat. Det hørte til Horns Herred (Sjælland) i Frederiksborg Amt. Skibby sognekommune blev ved kommunalreformen i 1970 kernen i Skibby Kommune, der ved strukturreformen i 2007 indgik i Frederikssund Kommune.
I Skibby Sogn ligger Skibby Kirke.
I sognet findes følgende autoriserede stednavne:
- Bonderup (bebyggelse)
- Bonderup By (bebyggelse, ejerlav)
- Bonderup Old (bebyggelse)
- Manderup (bebyggelse)
- Manderup By (bebyggelse, ejerlav)
- Røgerup (bebyggelse)
- Røgerup By (bebyggelse, ejerlav)
- Skibby (bebyggelse)
- Skibby By (bebyggelse, ejerlav)
- Skibby Old (bebyggelse)
- Ventehuse (bebyggelse)